# Timdale
Timdale es un municipio (chiefdom) del distrito de Moyamba en la provincia del Sur, Sierra Leona, con una población con una población censada en diciembre de 2015 de 10 292 habitantes.
Se encuentra ubicado al suroeste del país, junto a la costa del océano Atlántico, a poca distancia al norte de la isla Sherbro y al sur de la capital nacional, Freetown.